# Spoorlijn Aken - Kassel
De spoorlijn Aken - Kassel is een Duitse spoorlijn tussen Aken in Noordrijn-Westfalen en Kassel in Hessen. De spoorlijn is als lijn 2550 onder beheer van DB Netze. Met een lengte van ruim 340 km is dit nu een van de langste Duitse spoorlijnen.

## Geschiedenis
De lijn is door verschillende maatschappijen tussen 1838 en 1871 aangelegd. Het gedeelte tussen Aken en Düsseldorf door de Aachen-Neuß-Düsseldorfer Eisenbahngesellschaft, het traject van Düsseldorf naar Wuppertal door de Düsseldorf-Elberfelder Eisenbahn-Gesellschaft, van Wuppertal naar Warburg door de Bergisch-Märkische Eisenbahn-Gesellschaft en het stuk van Warburg naar Kassel door de Friedrich-Wilhelms-Nordbahn-Gesellschaft. 
Het traject tussen Düsseldorf (tegenwoordig bekend als Graf-Adolf-Platz) en Erkrath werd op 20 december 1838 geopend.
In de loop der tijd hebben er verschillende tracéwijzigingen plaatsgevonden, onder andere in Aken, waar tot 1910 de lijn over het tracé via Aachen Templerbend liep. In Neuss liep de lijn tot 1904 rechtstreeks van het station naar de spoorbrug over de Rijn. Bij aanleg van de haven van Neuss is het tracé omgelegd. In Düsseldorf liep de lijn tot 1891 door de stad over de Graf-Adolf-Straße en vanaf daar recht naar Düsseldorf-Gerresheim. Ten oosten van Düsseldorf Hauptbahnhof is dit tracé nog goed te volgen.
Het traject tussen Bad Karlshafen en Kassel ook wel Carlsbahn genoemd werd door de Friedrich-Wilhelms-Nordbahn-Gesellschaft gebouwd. Het eerste deel van Grebenstein over Hümme naar Karlshafen werd op 30 maart 1848 geopend. Het tweede deel tussen Kassel en Grebenstein volgde op 29 augustus 1848.

## Treindiensten

### Deutsche Bahn
De Deutsche Bahn verzorgt het personenvervoer op dit traject met ICE, IC, RE en RB treinen. De NordWestBahn en Eurobahn verzorgen het personenvervoer met RE treinen. De Kurhessenbahn verzorgt het vervoer tussen Brilon Wald en Bestwig het vervoer met RB treinen.
| Serie       | Treinsoort                            | Route | Bijzonderheden |
| ----------- | ------------------------------------- | --- | --- |
| ICE 10      | InterCityExpress (DB Fernverkehr)     | Berlin Gesundbrunnen – Berlin Hbf – Berlin Spandau – Wolfsburg Hbf – Hannover Hbf – [ Bremen Hbf – Oldenburg (Oldb) Hbf ] / [ Bielefeld Hbf – Hamm (Westf) – [ Hagen Hbf – Wuppertal Hbf – Köln Hbf – Bonn Hbf – Koblenz Hbf ] / [ Dortmund Hbf – Bochum Hbf – Essen Hbf – Mülheim (Ruhr) Hbf – Duisburg Hbf – Düsseldorf Flughafen – Düsseldorf Hbf – Köln Messe/Deutz – Köln Hbf ] | Vanaf Hamm één treindeel naar Keulen en één naar Düsseldorf. Één trein per dag tussen Berlijn en Oldenburg. |
| ICE 31      | InterCityExpress (DB Fernverkehr)     | Hamburg-Altona – Hamburg Dammtor – Hamburg Hbf – Hamburg-Harburg – Bremen Hbf – Osnabrück Hbf – Münster Hbf – Dortmund Hbf – Hagen Hbf – Wuppertal Hbf – Solingen Hbf – Köln Hbf – Bonn Hbf – Koblenz Hbf – Bingen (Rhein) Hbf – Mainz Hbf – Frankfurt (Main) Flughafen Fernbahnhof – Frankfurt (Main) Hbf – Hanau Hbf – Würzburg Hbf – Nürnberg Hbf – Ingolstadt Hbf – München Hbf | Elk uur tussen Hamburg en Frankfurt. Éénmaal per twee uur tussen Frankfurt en Nürnberg. Enkele treinen door tot München. |
| ICE 41      | InterCityExpress (DB Fernverkehr)     | [ Dortmund Hbf – Bochum Hbf – Essen Hbf – Duisburg Hbf – Düsseldorf Hbf – Köln Messe/Deutz – Siegburg/Bonn – Montabaur – Limburg Süd – Frankfurt (Main) Flughafen Fernbahnhof – Frankfurt (Main) Hbf – Aschaffenburg Hbf ] / [ Darmstadt Hbf – Frankfurt (Main) Hbf – Frankfurt (Main) Flughafen Fernbahnhof – Limburg Süd – Montabaur – Siegburg/Bonn – Köln Messe/Deutz – Düsseldorf Hbf – Duisburg Hbf – Essen Hbf – Bochum Hbf – Dortmund Hbf – Hamm (Westf) – Soest – Lippstadt – Paderborn Hbf – Altenbeken – Warburg (Westf) – Kassel-Wilhelmshöhe – Fulda ] – Würzburg Hbf – Nürnberg Hbf – München Hbf – Tutzing – Murnau – Oberau – Garmisch-Partenkirchen | Elk uur tussen Dortmund en München. Éénmaal per dag vanaf Darmstadt via Dortmund en Kassel naar München. Één trein op zaterdag door tot Garmisch-Partenkirchen.                                                                            |
| 100 ICE 43  | Intercity-Express (NS International)  | Amsterdam Centraal – Utrecht Centraal – Arnhem Centraal – Oberhausen Hbf – Duisburg Hbf – Düsseldorf Hbf ] / [ Hannover Hbf – Minden (Westf) – Herford – Bielefeld Hbf – Gütersloh Hbf – Hamm (Westf) – Hagen Hbf – Wuppertal Hbf ] – Köln Hbf – Siegburg/Bonn – Frankfurt (Main) Flughafen Fernbahnhof – Mannheim Hbf – Karlsruhe Hbf – Offenburg – Freiburg (Breisgau) Hbf – Basel Bad Bf – Basel SBB | Eén keer per dag tussen Amsterdam en Basel. |
| ICE 91      | InterCityExpress (DB Fernverkehr)     | [ Hamburg-Altona – Hamburg Dammtor – Hamburg Hbf – Hamburg-Harburg – Hannover Hbf – Kassel-Wilhelmshöhe – Fulda ] / [ [ Hamburg Hbf – Hamburg-Harburg – Bremen Hbf – Osnabrück Hbf – Münster (Westf) Hbf – Dortmund Hbf – Hagen Hbf – Wuppertal Hbf – Solingen Hbf ] / [ Dortmund Hbf – Bochum Hbf – Essen Hbf – Duisburg Hbf – Düsseldorf Hbf ] – Köln Hbf – Bonn Hbf – Koblenz Hbf – Mainz Hbf – Frankfurt (Main) Flughafen Fernbahnhof – Frankfurt (Main) Hbf – Hanau Hbf ] – Würzburg Hbf – Nürnberg Hbf – Regensburg Hbf – Plattling – Passau Hbf – Wels Hbf – Linz Hbf – St. Pölten Hbf – Wien Meidling – Wien Hbf – Flughafen Wien-Schwechat | Rijdt elke twee uur tussen Frankfurt en Wenen. Enkele treinen vanaf Hamburg via Dortmund. Één trein vanaf Hamburg via Hannover. |
| IC 31       | Intercity (DB Fernverkehr)            | [ [ Kiel Hbf – Neumünster ] / [ Hamburg-Altona ] – Hamburg Dammtor ] / [ Fehmarn-Burg – Oldenburg (Holst) – Lübeck Hbf ] – Hamburg Hbf – Hamburg-Harburg – Bremen Hbf – Osnabrück Hbf – Münster Hbf – Dortmund Hbf – Hagen Hbf – Wuppertal Hbf – Solingen Hbf – Köln Hbf – Bonn Hbf – Remagen – Andernach – Koblenz Hbf – Boppard Hbf – Bingen (Rhein) Hbf – Mainz Hbf – Frankfurt (Main) Flughafen Fernbahnhof – Frankfurt (Main) Hbf – Hanau Hbf – Würzburg Hbf – Nürnberg Hbf – Regensburg Hbf – Plattling – Passau Hbf | Twee treinen per dag per richting. 's Zomers één trein vanaf Fehmarn. |
| IC/EC 32    | Intercity (DB Fernverkehr)            | [ [ Ostseebad Binz – Stralsund Hbf – Greifswald ] / [ Seebad Heringsdorf – Zinnowitz ] – Züssow – Pasewalk – Angermünde – Berlin Gesundbrunnen ] / [ Dresden Hbf – Berlin Südkreuz – Berlin Hbf ] – Berlin-Spandau – Stendal Hbf – Wolfsburg Hbf – Hannover Hbf – [ Herford – Bielefeld Hbf – Gütersloh Hbf – Hamm (Westf) – Dortmund Hbf – Bochum Hbf – Essen Hbf – Mülheim (Ruhr) Hbf ] / [ Osnabrück Hbf – Münster Hbf – Recklinghausen Hbf – Wanne-Eickel Hbf – Gelsenkirchen Hbf – [ Essen Hbf – Mülheim (Ruhr) Hbf ] / [ Oberhausen Hbf ] ] – Duisburg Hbf – [ [ Krefeld Hbf ] / [ Düsseldorf Flughafen – Düsseldorf Hbf – Neuss Hbf ] – Mönchengladbach Hbf – Aachen Hbf ] / [ Düsseldorf Flughafen – Düsseldorf Hbf – Köln Hbf – Bonn Hbf – Remagen – Andernach – Koblenz Hbf – Bingen (Rhein) Hbf – Mainz Hbf – Worms Hbf – Mannheim Hbf – Heidelberg Hbf – Vaihingen (Enz) – Stuttgart Hbf – [ Reutlingen – Tübingen ] / [Plochingen – Göppingen – Ulm Hbf – [ Biberach (Riß) – Ravensburg – Friedrichshafen Stadt – Lindau Hbf – Bregenz – Dornbirn – Feldkirch – Bludenz – Landeck-Zams – Imst-Pitztal – Telfs-Pfaffenhofen – Innsbruck Hbf ] / [ Günzburg – Augsburg Hbf – München-Pasing – München Hbf – Rosenheim – Bad Endorf – Prien a Chiemsee – Traunstein – Freilassing – Salzburg Hbf – Golling-Abtenau – Bischofshofen – St. Johann im Pongau – Schwarzbach-St. Veit – Dorfgastein – Bad Hofgastein – Bad Gastein – Mallnitz-Obervellach – Spittal-Milstättersee – Villach Hbf – Velden am Wörthersee – Pörtschach am Wörthersee – Krumpendorf am Wörthersee – Klagenfurt Hbf ] ] | 's Zomers één trein per richting per week tussen Keulen en Binz/Heringsdorf. Enkele treinen tussen Hannover en Essen via Münster. Één trein per dag vanaf Ulm naar Innsbruck. Doordeweeks één trein per dag vanaf Stuttgart naar Tübingen. |
| IC 50       | Intercity (DB Fernverkehr)            | [ Ostseebad Binz – Stralsund Hbf – Greifswald – Züssow – Pasewalk – Angermünde – Berlin Gesundbrunnen – Berlin Hbf – Berlin Südkreuz – Lutherstadt Wittenberg – Halle (Saale) Hbf – ] / [ Leipzig Hbf ] – Erfurt Hbf – Eisenach – [ Bebra – Kassel-Wilhelmshöhe – Warburg (Westf) – Altenbeken – Paderborn Hbf – Lippstadt – Soest – Hamm (Westf) – Dortmund Hbf – Bochum Hbf – Essen Hbf – Duisburg Hbf – Düsseldorf Flughafen – Düsseldorf Hbf ] / [ Fulda – Frankfurt (Main) Hbf – [ Darmstadt Hbf – Mannheim Hbf – Ludwigshafen (Rhein) Hbf – Neustadt (Weinstr) Hbf – Kaiserslautern Hbf – Homburg (Saar) Hbf – Saarbrücken Hbf ] / [ Frankfurt (Main) Flughafen Fernbahnhof – Mainz Hbf – Wiesbaden Hbf ] | Tweemaal per dag tussen Frankfurt en Saarbrücken. Eenmaal per dag van Stralsund naar Frankfurt. |
| IC 55       | Intercity (DB Fernverkehr)            | Dresden Hbf – Riesa – Leipzig Hbf – Flughafen Leipzig/Halle – Halle (Saale) Hbf – Magdeburg Hbf – Braunschweig Hbf – Hannover Hbf – Bielefeld Hbf – Hamm (Westf) – Dortmund Hbf – [ Hagen Hbf – Wuppertal Hbf – Solingen Hbf – Köln Hbf ] / [ Bochum Hbf – Essen Hbf – Mülheim (Ruhr) Hbf – Duisburg Hbf – Düsseldorf Hbf – Köln Hbf – Bonn Hbf – Koblenz Hbf – Mainz Hbf – Mannheim Hbf – Heidelberg Hbf – Stuttgart Hbf – Ulm Hbf – Memmingen – Kempten (Allgäu) Hbf – Immenstadt – Oberstdorf ] | 1x per dag Leipzig - Oberstdorf via Duisburg en Düsseldorf. |
| RE 6 (RRX)  | Regional-Express (National Express)   | Köln/Bonn Luchthaven – Köln Hbf – Neuss Hbf – Düsseldorf Hbf – Duisburg Hbf – Essen Hbf – Bochum Hbf – Dortmund Hbf – Hamm Hbf – Gütersloh Hbf – Bielefeld Hbf – Minden (Westf) | Rhein-Weser-Express |
| RE 7        | Regional-Express (National Express)   | Rheine – Münster (Westf) Hbf – Hamm (Westf) – Hagen Hbf – Wuppertal Hbf – Solingen Hbf – Köln Hbf – Neuss Hbf – Krefeld Hbf | Rhein-Münsterland-Express |
| RE 8        | Regional-Express (DB Regio NRW)       | Mönchengladbach Hbf – Rheydt Hbf – Grevenbroich – Köln Hbf – Porz (Rhein) – Bonn-Beuel – Unkel – Koblenz Hbf | Rhein-Erft-Express |
| RE 10       | Regional-Express (NordWestBahn)       | Düsseldorf Hbf – Krefeld Hbf – Kempen (Niederrhein) – Aldekerk – Nieukerk – Geldern – Kevelaer – Weeze – Goch – Bedburg-Hau – Kleve | Niers-Express ma-vr 2x per uur, za-zo 1x per uur |
| 20050 RE 13 | Regional-Express (Eurobahn)           | Venlo – Mönchengladbach Hbf – Neuss Hbf – Düsseldorf Hbf – Wuppertal Hbf – Hagen Hbf – Hamm (Westf) | Maas-Wupper-Express |
| RE 17       | Regional-Express (DB Regio NRW)       | Hagen Hbf – Fröndenberg – Arnsberg (Westf) – Meschede – Brilon-Wald – Warburg (Westf) – Kassel Hbf – Kassel-Wilhelmshöhe | Sauerland-Express 1x per twee uur van/naar Kassel |
| 20300 RE 18 | Sneltrein / Regional-Express (Arriva) | Maastricht – Heerlen – Landgraaf – Herzogenrath – Aachen Hbf | Drielandentrein (LIMAX). Rijdt 1x per uur. Vormt samen met treinserie 19800 een halfuursdienst tussen Maastricht en Heerlen. |
| RE 57       | Regional-Express (DB Regio NRW)       | Dortmund Hbf – Fröndenberg – Arnsberg (Westf) – Meschede – Bestwig – [ Winterberg (Westf) ] Brilon Stadt | Dortmund-Sauerland-Express |
| RB 20       | Regionalbahn (DB Regio NRW)           | Stolberg (Rheinl) Hbf – Eschweiler-St. Jöris – Alsdorf-Annapark – Herzogenrath – Aachen Hbf – Stolberg (Rheinl) Hbf – [ Stolberg Altstadt ] / [ Langerwehe – Düren ] | |
| RB 27       | Regionalbahn (DB Regio Südwest)       | Mönchengladbach Hbf – Rheydt Hbf – Rommerskirchen – Köln Hbf – Troisdorf – Bonn-Oberkassel – Bad Honnef (Rhein) – Erpel (Rhein) – Koblenz Hbf | Rhein-Erft-Bahn |
| RB 33       | Regionalbahn (DB Regio NRW)           | Aachen Hbf – Herzogenrath – Lindern – / [ Heinsberg (Rheinl) ] Rheydt Hbf – Mönchengladbach Hbf – Viersen – Krefeld Hbf – Rheinhausen – Duisburg Hbf – Mülheim (Ruhr) Hbf – Essen Hbf | Rhein-Niers-Bahn Trein splitst en combineert in Lindern. |
| RB 34       | Regionalbahn (VIAS GmbH)              | Mönchengladbach Hbf – Rheydt Hbf – Mönchengladbach-Rheindahlen – Wegberg – Arsbeck – Dalheim | Schwalm-Nette-Bahn |
| RB 39       | Regionalbahn (VIAS GmbH)              | Bedburg (Erft) – Grevenbroich – Neuss Hbf – Düsseldorf Hbf | Düssel-Erft-Bahn |
| RB 42       | Regionalbahn (Kurhessenbahn)          | Marburg (Lahn) – Cölbe – Wetter (Hess-Nass) – Münchhausen – Frankenberg (Eder) – Korbach – Usseln – Willingen – Brilon Wald – [ Brilon Stadt ] / [ Bestwig ] | |
| RB 48       | Regionalbahn (National Express)       | Wuppertal-Oberbarmen – Wuppertal Hbf – Solingen Hbf – Köln Messe/Deutz – Köln Hbf – (Brühl – Bonn Hbf – Bonn-Bad Godesberg – Bonn-Mehlem) | Rhein-Wupper-Bahn 2x per uur Wuppertal-Köln, 1x per uur van/naar Bonn-Mehlem |

### S-Bahn Rhein-Ruhr
Op de parallelle lijn DB 2525 tussen Neuss en de aansluiting Linderhausen bij Schwelm rijdt de volgende S-Bahn:
| Serie | Treinsoort            | Route | Bijzonderheden                             |
| ----- | --------------------- | --- | ------------------------------------------ |
| S 7   | S-Bahn (VIAS)         | Wuppertal Hbf – Remscheid Hbf – Solingen Hbf                                                                                        |                                            |
| S 8   | S-Bahn (DB Regio NRW) | Mönchengladbach Hbf – Neuss Hbf – Düsseldorf Hbf – Gruiten – Wuppertal Hbf – Schwelm – Gevelsberg Hbf – Hagen Hbf                   |                                            |
| S 9   | S-Bahn (DB Regio NRW) | Haltern am See – Marl Mitte – Bottrop Hbf – Essen Hbf – Essen-Kupferdreh – Velbert-Langenberg – Wuppertal-Vohwinkel – Wuppertal Hbf |                                            |
| S 11  | S-Bahn (DB Regio NRW) | Düsseldorf Luchthaven Terminal – Düsseldorf Hbf – Neuss Hbf – Norf – Nievenheim – Dormagen – Köln Hbf – Bergisch Gladbach           | Dienstregeling S11 geldig vanaf 10-12-2023 |
| S 28  | S-Bahn (Regiobahn)    | Kaarster See – Kaarst Mitte/Holzbüttgen – Kaarst IKEA – Neuss Hbf – Düsseldorf Hbf – Neanderthal – Mettmann Stadtwald               |                                            |
| S 68  | S-Bahn (DB Regio NRW) | Langenfeld (Rhld) – Düsseldorf-Benrath – Düsseldorf Hbf – Gruiten – Wuppertal-Vohwinkel                                             | Dienstregeling S68 geldig vanaf 10-12-2023 |

## Aansluitingen
In de volgende plaatsen is of was er een aansluiting op de volgende spoorlijnen:
Aachen Hbf
DB 2551, spoorlijn tussen Aachen Hauptbahnhof W25 en Aachen Hauptbahnhof W26
DB 2600, spoorlijn tussen Keulen en Aken en verder naar de grens richting Luik
Aachen West
DB 2552, spoorlijn tussen Tongeren en Aken
DB 2553, spoorlijn tussen Aachen West W3 en Aachen West W301
Richterich
DB 2545, spoorlijn tussen Aken en Maastricht
Kohlscheid
DB 2544, spoorlijn tussen Stolberg en Kohlscheid
Herzogenrath
DB 2543, spoorlijn tussen Sittard en Herzogenrath
DB 2570, spoorlijn tussen Stolberg en Herzogenrath
Lindern
DB 2542, spoorlijn tussen Lindern en Heinsberg
Baal Güterbahnhof
DB 2541, spoorlijn tussen Baal Güterbahnhof en Baal West
Rheydt Güterbahnhof
DB 2522, spoorlijn tussen Viersen-Helenabrunn en Rheydt Güterbahnhof
DB 2523, spoorlijn tussen Rheydt Güterbahnhof en Mönchengladbach-Speick
Rheydt Hbf
DB 2524, spoorlijn tussen Rheydt en Dalheim
DB 2611, spoorlijn tussen Keulen en Rheydt
Mönchengladbach Hbf
DB 33, spoorlijn tussen Mönchengladbach-Neuwerk en Mönchengladbach Hauptbahnhof
DB 2520, spoorlijn tussen Mönchengladbach en Krefeld-Oppum
DB 2521, spoorlijn tussen Mönchengladbach en Rheydt-Odenkirchen
Neuss Hbf
DB 2525, spoorlijn tussen Neuss en aansluiting Linderhausen
DB 2530, spoorlijn tussen Neuss en Neersen
DB 2533, spoorlijn tussen Neuss en de aansluiting Erftkanal
DB 2534, spoorlijn tussen Neuss en Düsseldorf-Oberkassel
DB 2536, spoorlijn tussen de aansluiting Steinhausstraße en Neuss
DB 2610, spoorlijn tussen Köln en Kranenburg
aansluiting Erftkanal
DB 2533, spoorlijn tussen Neuss en de aansluiting Erftkanal
DB 2535, spoorlijn tussen de aansluiting Erftkanal en de aansluiting Weißenberg
Düsseldorf Hafen
DB 43, spoorlijn tussen Düsseldorf Hafen en Ausstellungsbahnhof Rheinpark
Düsseldorf-Bilk
DB 31, spoorlijn tussen Düsseldorf-Bilk en Düsseldorf Hafen
Düsseldorf Hbf
DB 2400, spoorlijn tussen Düsseldorf en Hagen
DB 2413, spoorlijn tussen Düsseldorf-Eller en Düsseldorf Hauptbahnhof
DB 2416, spoorlijn tussen Düsseldorf Hauptbahnhof en Düsseldorf Derendorf
DB 2414, spoorlijn tussen Düsseldorf Hauptbahnhof en Düsseldorf Abstellbahnhof
DB 2419, spoorlijn tussen Düsseldorf Hauptbahnhof en Düsseldorf Abstellbahnhof
DB 2525, spoorlijn tussen Neuss en aansluiting Linderhausen
DB 2650, spoorlijn tussen Keulen en Hamm
DB 2670, spoorlijn tussen Keulen en Duisburg
aansluiting Dora
DB 2402, spoorlijn tussen aansluiting Rethel en aansluiting Dora
DB 2403, spoorlijn tussen Düsseldorf-Derendorf en aansluiting Dora
DB 2422, spoorlijn tussen aansluiting Dora en Düsseldorf-Grafenberg
aansluiting Fortuna
DB 2421, spoorlijn tussen de aansluiting Fortuna en de aansluiting aan Hardt
Düsseldorf-Gerresheim
DB 12, spoorlijn tussen Düsseldorf-Grafenberg en Düsseldorf-Gerresheim
DB 2420, spoorlijn tussen Düsseldorf-Gerresheim en aansluiting aan Hardt aan DB 2324
DB 2423, spoorlijn tussen Düsseldorf en Dortmund
DB 2525, spoorlijn tussen Neuss en aansluiting Linderhausen
Gruiten
DB 2730, spoorlijn tussen Gruiten en Köln-Mülheim
DB 2731, spoorlijn tussen Gruiten en aansluiting Lindern
DB 2732, spoorlijn tussen Gruiten en aansluiting Hammerstein
DB 2733, spoorlijn tussen Gruiten en Wuppertal-Vohwinkel
Wuppertal-Vohwinkel
DB 37, spoorlijn tussen Stellwerk 6 en de aansluiting Hammerstein
DB 2525, spoorlijn tussen Neuss en aansluiting Linderhausen
DB 2722, spoorlijn tussen Wuppertal-Vohwinkel en Wuppertal-Varresbeck
DB 2723, spoorlijn tussen Wuppertal-Vohwinkel en Essen-Kupferdreh
DB 2725, spoorlijn tussen Wuppertal-Vohwinkel F8 en Wuppertal-Vohwinkel Vpf
DB 2732, spoorlijn tussen Gruiten en Wuppertal-Vohwinkel
DB 2733, spoorlijn tussen Gruiten en Wuppertal-Vohwinkel
DB 2734, spoorlijn tussen Solingen en Wuppertal-Vohwinkel
Wuppertal-Zoologischer Garten
DB 2726, spoorlijn tussen Wuppertal-Zoologischer Garten en Wuppertal-Steinbeck
Wuppertal-Steinbeck
DB 2721, spoorlijn tussen Wuppertal-Steinbeck en Wuppertal-Cronenberg
DB 2726, spoorlijn tussen Wuppertal-Zoologischer Garten en Wuppertal-Steinbeck
Wuppertal Hbf
DB 2525, spoorlijn tussen Neuss en aansluiting Linderhausen
Wuppertal-Oberbarmen
DB 2525, spoorlijn tussen Neuss en aansluiting Linderhausen
DB 2700, spoorlijn tussen Wuppertal-Oberbarmen en Opladen
DB 2701, spoorlijn tussen Wuppertal-Oberbarmen en Schwelm
DB 2710, spoorlijn tussen Wuppertal-Oberbarmen en Wuppertal-Wichlinghausen
Schwelm
DB 2143, spoorlijn tussen Witten en Schwelm
DB 2525, spoorlijn tussen Neuss en aansluiting Linderhausen
DB 2701, spoorlijn tussen Wuppertal-Oberbarmen en Schwelm
Hagen Haspe
DB 2816, spoorlijn tussen Hagen en Ennepetal-Altenvoerde
aansluiting Hagen-Rehsiepen
DB 2811, spoorlijn tussen de aansluiting Rehsiepen en de aansluiting Einhaus
Hagen Hbf
DB 26, spoorlijn tussen Hagen Hauptbahnhof en Hagen-Eckesey
DB 2400, spoorlijn tussen Düsseldorf en Hagen
DB 2800, spoorlijn tussen Hagen en Haiger
DB 2801, spoorlijn tussen Hagen en Dortmund
DB 2804, spoorlijn tussen Hagen en Hagen-Heubing
DB 2810, spoorlijn tussen Hagen en Dieringhausen
DB 2812, spoorlijn tussen Hagen en de aansluiting Rehsiepen
DB 2816, spoorlijn tussen Hagen en Ennepetal-Altenvoerde
DB 2819, spoorlijn tussen Hagen en Hagen-Oberhagen
aansluiting Hohensyburg
DB 2843, spoorlijn tussen de aansluiting Hohensyburg en Geisecke
Schwerte
DB 2113, spoorlijn tussen Dortmund en Schwerte
DB 2840, spoorlijn tussen Schwerte en Holzwickede
DB 2841, spoorlijn tussen Iserlohn en Schwerte
DB 2843, spoorlijn tussen de aansluiting Hohensyburg en Geisecke
Schwerte Ost
DB 2842, spoorlijn tussen aansluiting Heide en Schwerte Ost
Fröndenberg
DB 2850, spoorlijn tussen Letmathe en Fröndenberg
DB 2852, spoorlijn tussen Fröndenberg en Unna
Neheim-Hüsten
DB 9283, spoorlijn tussen Neheim-Hüsten en Sündern
DB 9284, spoorlijn tussen Soest en Arnsberg-Süd
Wennemen
DB 2861, spoorlijn tussen Finnentrop en Wennemen
aansluiting Nuttlar
DB 2854, spoorlijn tussen Nuttlar en Frankenberg
Brilon Wald
DB 2961, spoorlijn tussen Paderborn en Brilon Wald
DB 3944, spoorlijn tussen Wega en Brilon Wald
Scherfede
DB 2973, spoorlijn tussen Scherfede en Holzminden
Warburg
DB 2970, spoorlijn tussen Altenbeken en Warburg
DB 2972, spoorlijn tussen Warburg en Sarnau
Hofgeismar-Hümme
DB 3906, spoorlijn tussen Hümme en Karlshafen
Obervellmar
DB 3903, spoorlijn tussen Volkmarsen en Obervellmar
DB 3913, spoorlijn tussen Obervellmar en Kassel-Willemshöhe
Kassel
DB 1732, spoorlijn tussen Hannover en Kassel
DB 3900, spoorlijn tussen Kassel en Frankfurt
DB 3901, spoorlijn tussen Kassel en Waldkappel
DB 3910, spoorlijn tussen Kassel Rangierbahnhof en Kassel Hauptbahnhof
DB 3902, spoorlijn tussen de aansluiting Tunnelgleis en Kassel Hauptbahnhof

## Elektrische tractie
Het traject werd tussen 1962 en 1968 geëlektrificeerd met een spanning van 15.000 volt 16⅔ Hz wisselstroom.